# Couvent du Saint-Sacrement de Castres
Le couvent du Saint-Sacrement est un ancien couvent catholique de la Congrégation des Sœurs du Saint-Sacrement, situé à Castres, dans le Tarn, en région Occitanie (France). 

## Description

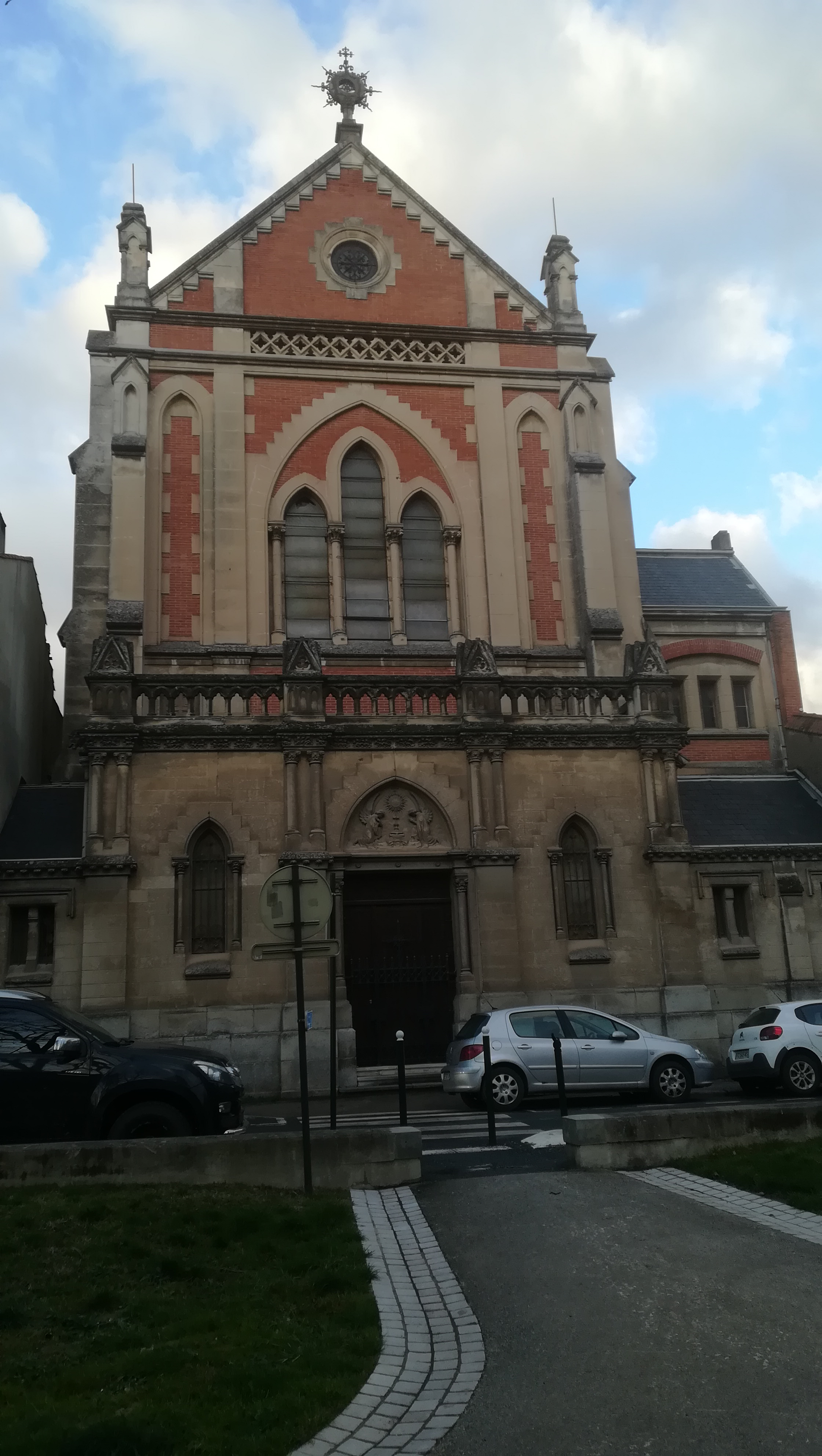
Façade principale de la chapelle

En 1889, la décision de l'installation à Castres de la Congrégation des Sœurs du Saint-Sacrement est prise. Un an plus tard, en 1890, les travaux débutent et la chapelle du Saint-Sacrement est construite, dans un style néogothique et en brique, avec un autel gothique en marbre de Carrare. C'est le 21 juin 1893 que les premières religieuses s'installent. Outre le couvent en lui-même et sa chapelle, l'Ordre possède à Castres un parc privé, une maison de maître, ainsi que deux autres maisons. 
En 2009, après 116 ans d'existence, le couvent de Castres est dissout, et l'ensemble des bâtiments mis en vente. Les huit sœurs qui les occupaient sont quant à elles envoyées à Grenoble. Dans un premier temps, un projet immobilier voue l'édifice, dont la chapelle, à être détruit. Ceci est conforté par l'état de délabrement du toit de la chapelle. Néanmoins, en 2012, un investisseur acquiert cette dernière afin d'y réaliser un gîte d'étape pour les pèlerins sur le chemin de Saint-Jacques-de-Compostelle. L'édifice a aussi vu sa toiture être réparée, mais en 2020, le projet n'avait toujours pas été réalisé.  
En janvier 2021, deux investisseurs, Quentin Doulcier et Steven Veiller, rachètent l'édifice pour l'aménager en salle d'évènementiel haut de gamme. Cependant, après des « difficultés avec les autorisations », ils choisissent finalement d'aménager un escape game, respectant le patrimoine, qui ouvre le 29 octobre 2022.